# Tusveld
Tusveld est un hameau situé dans la commune néerlandaise d'Almelo, dans la province d'Overijssel. Tusveld dépend de Bornerbroek. Tusveld est aussi le nom à Almelo d'un heros de la Seconde Guerre mondiale 'Frits Tusveld' qui a sauvé près d'une centaine de concitoyens juifs de la déportation.